# Famille Mayneaud
Cette page explique l’histoire ou répertorie les différents membres de la famille Maynaud.
La famille Maynaud a pour berceau une commune du Charolais, dont les membres les plus connus sont nés à Digoin. Les Mayneaud sont  cultivateurs à Poisson (commune du charolais en Saône-et-Loire (1532). Vers 1600 Benoît Mayneaud, laboureur, se fixe à Génelard dans une grosse ferme appelée « La Tour la Geneste ». C'est l'origine des noms que portent  ces bourgeois, non nobles, en accolant à leur nom « Mayneaud » le nom d'une de leurs terres : La Tour, Lavaux, Bisefranc, Collange, Pancemont.
- Hugues Mayneaud de Bisefranc (1715-1781), né à Digoin de Barthélémy Mayneaud et de Françoise Mayneaud,  épouse le 14 mars 1746 Marie-Jeanne Baudoin fille de Joseph Baudoin, seigneur de Lavaux de Marvant et de Françoise Rolland.
  - Jeanne-Josèphe (1749-1817), religieuse carmélite à Moulins
  - Claude-Sylvain-Raphaël Mayneaud de Bisefranc (1750-1792), docteur en droit, prêtre massacré par les révolutionnaires le 7 septembre 1792
  - Étienne Mayneaud de Lavaud, seigneur de Bisefranc (1751-1828) général, député de Saône-et-Loire, épouse Marie-Jacomé de Guuillermin
    - Charlotte Maynaud de Lavaud (1782-1816) épouse Charles Brosse de la Masonne

  - Françoise-Marie-Charlotte (1753-1822) épouse Philippe Saulnier (1753-1822), marquis de Pierre-levée
  - Jean-Baptiste-François Mayneaud de Bisefranc (1755-1836) Président du parlement de Bourgogne, baron d'empire, épouse Amélie-Joseph Renaud de Boucly.
    - Deux fils morts durant la campagne de Russie
    - Adèle-Augustine-Denise épouse le 28 janvier 1789 le comte de Tournon-Simiane, préfet, pair de France.

  - Antoine-Xavier de Pancemont (1758-1807) prêtre, docteur en théologie, curé de Saint-Sulpice, évêque de Vannes.

## Pour approfondir